# Stazione di Cutro
Stazione di Cutro vasútállomás Olaszországban, Cutro településen.

## Vasútvonalak
Az állomást az alábbi vasútvonalak érintik:
- Jonica-vasútvonal

## Kapcsolódó állomások
A vasútállomáshoz az alábbi állomások vannak a legközelebb:
- Stazione di Roccabernarda
- Stazione di Crotone